# Herzfeld (Lippetal)
Herzfeld – dzielnica (Ortsteil) wiejskiej gminy Lippetal w powiecie Soest, w kraju związkowym Nadrenia Północna-Westfalia, w rejencji Arnsberg.

## Demografia
Według danych z marca 2023 roku w Herzfeld mieszkało 3446 mieszkańców. Według danych z marca 2025 roku liczba mieszkańców Herzfeld spadła do 3402. 1733 mieszkańców to mężczyźni, a 1668 to kobiety.

## Geografia

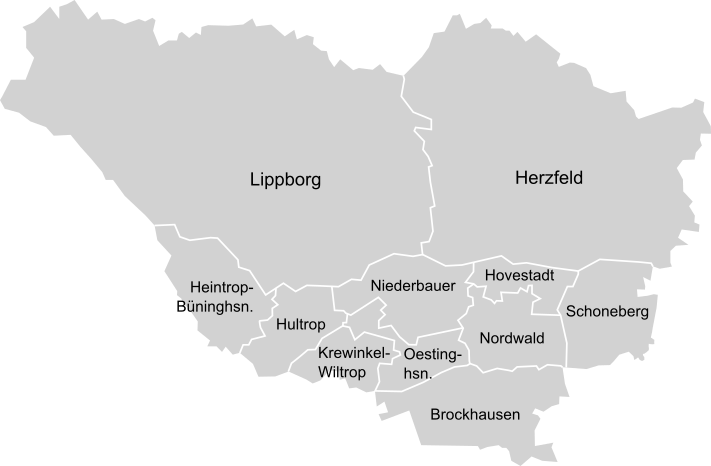
Dzielnice Lippetal

Herzfeld położona jest w północno-wschodniej części Lippetal i graniczy z czterema innymi dzielnicami: Lippborg, Niederbauer, Hovestadt i Schoneberg. Herzfeld leży na północ od rzeki Lippe i należy do południowej części regionu Münsterland.

## Historia

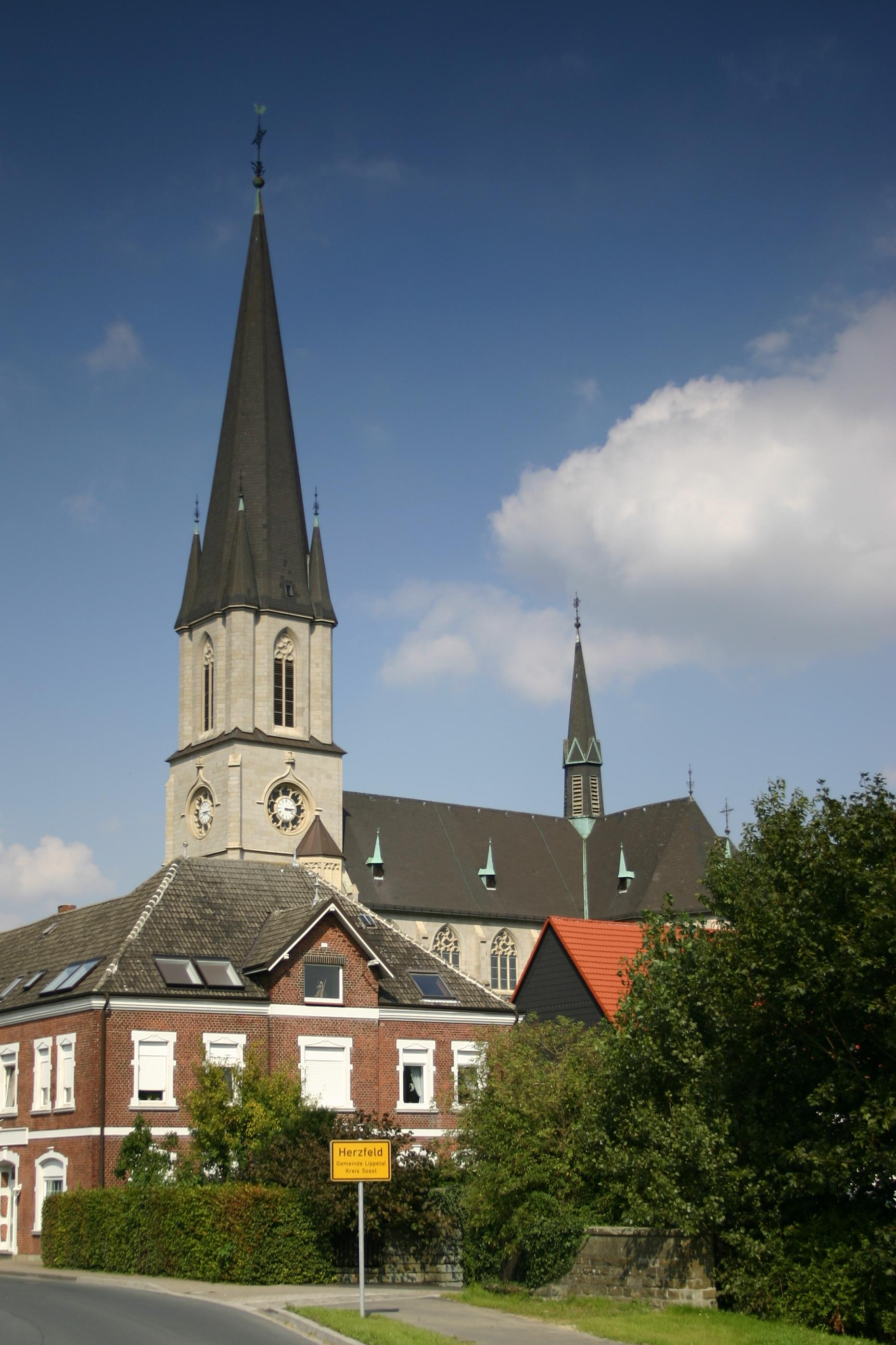
Klasztor św. Idy z Herzfeldu

Około 800 roku wybudowano w Herzfeld klasztor, który został ufundowany przez Idę z Herzfeldu.

### Reorganizacja gminy
W ramach reorganizacji gmin 1 lipca 1969 roku Herzfeld wraz z 11 innymi miejscowościami stało się częścią nowej gminy Lippetal.

## Transport
Na wschód od Herzfeld biegnie autostrada A2, a na południe od dzielnicy autostrada A44.